# Rivière Saint-Hubert
Pour les articles homonymes, voir Saint-Hubert.
La rivière Saint-Hubert coule entièrement dans la municipalité de Saint-Hubert-de-Rivière-du-Loup, dans la municipalité régionale de comté (MRC) de Rivière-du-Loup, dans la région administrative du Bas-Saint-Laurent, au Québec, au Canada.
Ce ruisseau est un affluent de la rive sud-ouest du lac de la Grande Fourche, lequel coule vers le nord et constitue le lac de tête de la rivière Sénescoupé ; ce dernier se déverse sur la rive ouest de la rivière des Trois Pistoles laquelle coule vers le nord jusqu'au littoral sud-est du fleuve Saint-Laurent où elle se déverse dans la municipalité de Notre-Dame-des-Neiges, dans la municipalité régionale de comté (MRC) des Basques.

## Géographie
La rivière Saint-Hubert prend sa source à l'embouchure du "Lac Saint-Hubert" (longueur : 3,1 km ; altitude : 345 m), situé dans la municipalité de Saint-Hubert-de-Rivière-du-Loup, au cœur des monts Notre-Dame. L'embouchure de ce lac est située à 24 km au sud-est du littoral sud-est de l'estuaire du Saint-Laurent, à 8,0 km au sud-est du centre du village de Saint-Hubert-de-Rivière-du-Loup, à 9,8 km au sud du centre du village de Saint-François-Xavier-de-Viger et à 2,7 km à l'ouest du Lac de la Grande Fourche.
Le versant ouest du lac Saint-Hubert comporte un relief montagneux. La villégiature est développée sur la partie sud du versant ouest du lac, ainsi que la partie est.
À partir de ce lac de tête, la rivière Saint-Hubert coule sur 4,6 km vers le sud en zone forestière en coupant le chemin des Brochets et le chemin Tâché Ouest au début de son cours ; puis poursuit sa descente à travers le massif des Appalaches jusqu'à sa confluence.
Confluence
La rivière Saint-Hubert se déverse en zone de marais sur la rive sud-ouest du lac de la Grande Fourche lequel constitue le lac de tête de la rivière Sénescoupé laquelle se déverse sur la rive sud-ouest de la rivière des Trois-Pistoles. La confluence de la rivière Saint-Hubert est située à 1,4 km à l'ouest du sommet du Mont Citadelle, à 10,5 km au sud-ouest du centre du village de Saint-Hubert-de-Rivière-du-Loup et à 13,5 km au sud du centre du village de Saint-François-Xavier-de-Viger.
Le lac de la Grande Fourche est renommé pour sa villégiature, sauf la partie sud qui comporte une importante zone de marais.

## Toponymie
Le toponyme « rivière Saint-Hubert » a été officialisé le 7 avril 1983 à la Commission de toponymie du Québec.